# 空を飛ぶ鳥のように 野を駈ける風のように
『空を飛ぶ鳥のように 野を駈ける風のように』（そらをとぶとりのように のをかけるかぜのように）は、1979年5月21日にリリースされた松山千春の4枚目のオリジナル・アルバムである。

## 解説
同年3月にシングル『窓』がリリースされたが、本作ではB面『卒業』の別バージョンのみ収録。
アルバムジャケットの写真は北海道の足寄町の郊外で撮影された。

## 再発盤
1983年に初CD化され、後に1989年（ゴールドCD）、1990年（通常CD）、1994年（「CD選書」）、2007年（紙ジャケット仕様CD）、2019年（UHQCD仕様）にも再リリースされた。1983年～1994年リリース盤はすべて同じ音質となっており、プリエンファンシス処理が施されている。2007年リリース盤では新たにデジタルリマスタリングが施される。

## 収録曲
| 全作詞・作曲: 松山千春。 |                                |           |            |          |      |
| #                        | タイトル                       | 作詞      | 作曲・編曲 | 編曲     | 時間 |
| 1.                       | 「街」                         | 松山千春  | 松山千春   | 清須邦義 | 5:13 |
| 2.                       | 「酔っています」               | 松山千春  | 松山千春   | 清須邦義 | 4:03 |
| 3.                       | 「かわいい女はかわいいままで」 | 松山千春  | 松山千春   | 清須邦義 | 3:20 |
| 4.                       | 「おいで僕のそばに」           | 松山千春  | 松山千春   | 清須邦義 | 3:24 |
| 5.                       | 「失くした心」                 | 松山千春  | 松山千春   | 青木望   | 6:38 |
| 合計時間:                | 合計時間:                      | 合計時間: | 22:38      |          |      |

| 全作詞・作曲: 松山千春。 |                                             |           |            |          |      |
| #                        | タイトル                                    | 作詞      | 作曲・編曲 | 編曲     | 時間 |
| 1.                       | 「卒業」                                    | 松山千春  | 松山千春   | 青木望   | 5:00 |
| 2.                       | 「帰郷」                                    | 松山千春  | 松山千春   | 清須邦義 | 4:03 |
| 3.                       | 「あたい」                                  | 松山千春  | 松山千春   | 清須邦義 | 3:45 |
| 4.                       | 「空を飛ぶ鳥のように 野を駈ける風のように」 | 松山千春  | 松山千春   | 清須邦義 | 2:54 |
| 5.                       | 「生きがい」                                | 松山千春  | 松山千春   | 青木望   | 7:14 |
| 合計時間:                | 合計時間:                                   | 合計時間: | 22:56      |          |      |

## 参加ミュージシャン
- Drums:鈴木正夫
- Electric Bass:松本英二
- Keyboard:大原茂仁
- Latin Percussion:斉藤不二男
- Acoustic Guitar:清須邦義・松山千春
- Electric Guitar:沢健